# آدم‌گریز برمودا
آدم‌گریز برمودا (نام علمی: Pipilo naufragus) نام یک گونه منقرض شده از تیره زردپره‌ایان است.